# Moores Mill
Moores Mill est un census-designated place situé dans l’État américain de l'Alabama, dans le comté de Madison.

## Démographie
| 1990  | 2000  | 2010  | - | - | - |
| ----- | ----- | ----- | - | - | - |
| 3 362 | 5 178 | 5 682 | - | - | - |